# 拉杰巴里县
拉杰巴里（Rajbari District）为孟加拉国达卡专区辖县，县名出自历史上当地一位酋長所建rajbari宫殿之名。县境北与巴布纳县接壤，南与马古拉、福里德布尔县毗邻，东接马尼格甘杰，西连库什蒂亚和切尼达县。年平均降雨量2,105毫米，平均气温12.6°C（最高）至35.8°C（最低）。该县1984年自福里德布尔县析置；县域总面积1,118.8公里²，总人口940,360人（1991），全县共分为5乡（乌帕齐拉）。
當地有全世界最大的妓院杜拉蒂亞。